# ルイーズ・ブルックス
ルイーズ・ブルックス（Louise Brooks, 1906年11月14日 - 1985年8月8日）は、アメリカ合衆国カンザス州出身の女優、ダンサーである。フラッパーとボブ・カットの時代を象徴するシンボルであった。
ヨーロッパで製作された、G・W・パープスト監督の1929年『パンドラの箱』と『淪落の女の日記』、そして、アウグスト・ジェニーナ監督の1930年『ミス・ヨーロッパ』の、3本の映画でよく知られている。
ブルックスは、17本のサイレント映画と、8本のトーキーに出演した後、1938年に女優を引退した。
1982年に回想録『ハリウッドのルル』を出版し、その3年後の1985年に78歳で心臓発作を原因として亡くなった。

## 初期のキャリア
ルイーズ・ブルックスは、弁護士であるレオナード・ポーター・ブルックスを父として、マイラ・ルードを母として、カンザス州チェリーヴェイルに生まれた。父は子供たちの規律に厳しく、常に忙しくしていた。アーティスティックな母は、どんな悪さをする子供達にも、決然と対処しながら世話をしていた。母マイラは本や音楽を愛していて、子供達のために、最新のドビュッシーやラヴェルを演奏するような、才能のあるピアニストであった。
ブルックスが9歳のときに、近所に住む知り合いの男によって性的虐待を受けた。この出来事はブルックスの私生活とその後のキャリアに大きな影響を与え、真の愛情を育てることが出来なかったと後日語っている。
何年も後になって、ブルックスが母親に、この事件を打ち明けたが、「彼をそのように仕向けていた、ルイーズ自身にも過失があったはず」という母親の示唆を引き出しただけであった。
そして、ブルックスが13歳のときに、一家はカンザス州で最も繁栄していたウィチタに引っ越した。
ブルックスは1922年に、L.A.に設立されたデニショーン・モダン・ダンス・カンパニーに、加わってダンサーとしてのキャリアを開始した。当時のカンパニーには、創業者のルース・セント・デニスとテッド・ショーンそして若手のマーサ・グレアムなどのメンバーが在籍していた。
在籍して2シーズン目に、1つの作品で、ショーンの相手役に抜擢されて、主演の待遇で出演することになった。 しかし、ブルックスとセント・デニスの間には個人的な衝突が常にあって、1924年にセント・デニスは突然ブルックスを一団から解雇し、他のメンバーの前で「私はあなたを退団させます。あなたは、自分の人生が銀のプレート(silver salver)に乗せられて、あなたに差し出されるべきだと思っているからです」と告げた"。この言葉「"The Silver Salver"」はブルックスに強い印象を与えて、1949年に計画されていた自伝的小説では、10章と最後の章のタイトルに使用されていたものだった。  
友人バーバラ・ベネット(ジョーン・ベネットとコンスタンス・ベネットの姉妹)の紹介で、ブルックスは、すぐに『George White's Scandals』のコーラス・ガールとして採用された。次に1925年版ブロードウェイのジーグフェルド・フォリーズで、主演のダンサーとして登場した。ブルックスのフォリーズでの出演によって、フェイマス・プレイヤーズ・ラスキー・スタジオのプロデューサーであったウォルター・ウェンジャーに注目されて、1925年にスタジオと5年間の契約を結んだ。
またブルックスは、映画『黄金狂時代』のプレミア上映のため滞在していたスターであったチャールズ・チャップリンと知り合って、この年の夏、2人は2ヶ月の間だけの特別な関係にあった。

## 映画のキャリア

### アメリカ映画
ブルックスは1925年にサイレント映画『或る乞食の話』でクレジットなしでのデビューを果たした。しかし、その後の数年間は、軽いコメディとフラッパーの映画で、アドルフ・マンジューやW・C・フィールズの相手役としてヒロインを演じていた。 
1928年にハワード・ホークス監督の『港々に女あり』に出演して、ヨーロッパで注目された。この映画は2人組の相棒を主人公としたサイレント映画で、ブルックスの役は映画の中でも重要なものであった。
初期のトーキーである、1928年の映画『人生の乞食』でブルックスは、欲望にとらわれていた養父を殺した、虐待を受けていた田舎の少女を演じた。その場にいたリチャード・アーレンが演じた放浪者の少年は、ブルックスが男の子に扮装して、彼と一緒に"列車に乗る"ことによって、現場から逃走するように助言した。 放浪者の野営地である "ジャングル"で、彼らは別の放浪者ウォーレス・ビアリーが演じたオクラホマ・レッドに遭遇した。ブルックスの変装はすぐに明らかになり、粗野で、セックスに飢えた男達の群れの中で唯一の女性である事実を発見した。この映画の多くはロケーションで撮影され、最初の話すシーンの収録で必要なため、監督ウィリアム・A・ウェルマンによってブーム・マイクロフォンが考案された。
この頃までには、ブルックスは多くの有名人と交遊関係があった。ウィリアム・ランドルフ・ハーストとその愛人であったマリオン・デイヴィスの住むサン・シメオンの邸宅を定期的に訪問していて、デイヴィスの姪ペピ・レデラーとは親しい間柄だった。ブルックスの特徴的な髪型ボブ・カットは、新しい流行になって、同じようなヘアー・スタイルの映画スター、コリーン・ムーアと共に、多くの女性が髪形を真似てスタイリングする元となった。
映画『人生の乞食』が製作された後に約束してあった、パラマウント映画でのキャリアの上昇がなかったため、ブルックスは、その背景を嫌っていたハリウッドでの滞在を拒否し、オーストリア出身で表現主義者の監督、G・W・パープストの元で映画を製作するため、ヨーロッパに去っていった。 
パラマウント映画は、ブルックスに圧力をかけるために、サウンド・フィルムの導入を利用しようとしたが、ブルックスはこれを、スタジオのはったりと呼んでいた。この反抗的な言動は、キャリアの中でも間違いなく突き抜けて独立した精神を表していて、サイレント映画の伝説として、30年後にブルックスの不滅さを表象するようになった。
ドイツから帰国して、パラマウント映画への順当な復帰作であった、1929年の映画『カナリア殺人事件』での、音声の録音し直しを拒否したため、スタジオにとっては残念なことに、ブルックスの行為はハリウッドでのキャリアの完全な終了を意味したわけではないが、ブルックスの名前を非公式なブラックリストから外せなくさせた。スタジオはブルックスの声が、サウンド・フィルムには適さないと主張したために、女優マーガレット・リヴィングストンは、ブルックスの声を吹き替えるために採用された。

### ヨーロッパ映画
ドイツでは、新即物主義時代のG・W・パープスト監督の、1929年の映画『パンドラの箱』に出演した。この映画はフランク・ヴェーデキントの2つの劇、『地霊』と『パンドラの箱』に基づいたもので、ブルックスはヒロインのルルを演じている。この映画は、最初のレズビアン描写を含むものとして、現代的な性的風俗の率直な扱いで注目に値するものであった。
ブルックスはその後、同じパープスト監督による、マルガレーテ・ベームの小説を原作にした1929年の映画『淪落の女の日記』と、イタリアの監督アウグスト・ジェニーナによる1930年のフランス映画で、誰もが驚くようなエンディングだった『ミス・ヨーロッパ』に出演した。これらの映画はすべて厳しい検閲を受けた。時代に先んじた"大人"であって、当時としてはその性的描写や社会批判的な内容によって、観客に衝撃を与えるためと考えられていたからであった。

## 映画界からの引退
1931年にハリウッドに戻って、ブルックスは、『It Pays to Advertise』と『God's Gift to Women』の2本の映画に出演した。しかし、ほとんど注目されず、非公式のブラックリストに名前があったために、それ以降は出演依頼が途絶えていた。
『人生の乞食』の監督であったウィリアム・A・ウェルマンは、それでもジェームズ・キャグニーが主演する『民衆の敵』で、ブルックスにヒロインの役を提供しようとした。しかしブルックスは、恋人のジョージ・プレストン・マーシャルをニュー・ヨークで訪問するためにその役を断った。代わりにジーン・ハーロウがこの役を演じたが、ブルックスの伝記作家バリー・パリスは、「『民衆の敵』に出演しなかったのは、ルイーズ・ブルックスにとって、映画のキャリアの本当の終わりになった」と述べている。
ブルックスはその後単純に、「ハリウッドが嫌いだったので」と言っていたが、彼女の後半生でブルックスを知っていた、映画史家のジェームズ・カードは、「彼女はマーシャルに、ずっと深い関心があって、映画界にはさほど興味を持てなかった」と話している。
1931年にブルックスはもう1本の映画、ハリウッドから追放されてウィリアム・グッドリッチの名前で活動していた、ロスコー・アーバックルが監督した、ショート・コメディ『ハリウッド大通り』に出演した。 
ブルックスは1932年に破産宣告して 生計のためにナイトクラブでのダンスを始めた。そして1936年にカムバックを試みて ウエスタン映画『Empty Saddles』に少さな役での出演をした。コロンビア ピクチャーズが、1937年のミュージカル映画『When You're in Love』でのスペシャルなバレリーナの役でのスクリーン・テストを提供したからであった。この映画に出演はしたものの、クレジットなしでのものだった。その後1938年に、ジョン・ウェインの相手役で、B級ウェスタンの『Overland Stage Raiders』に出演したが、ロマンティックな役でのブルックスはロングなヘアースタイルで、かってのルル役からは想像もつかないものであった。 
ブルックスは一時的に、ダンス・スタジオ経営のために、彼女が育ったウィチタに引っ越した。彼女はこう言い表した。
ダンス・スタジオの運営に失敗した後、彼女は東部に戻って、ラジオの声優とゴシップ・コラムニストとしての仕事で、短期間働いた後は、数年間サックス・フィフス・アベニューでの販売員として働いた。そして、裕福な男性を選んで顧客として、高級娼婦のように生活していた。  
ブルックスは14歳から過度の飲酒癖があったが、第2のキャリアになった映画について執筆活動が出来たように、思考については、比較的冷静なままであった。数年間は、最初の主な計画だった、ゲーテの『ファウスト』から採られた『Naked on My Goat』というタイトルの自伝的な小説に取り組んでいたが、最終的には焼却炉に原稿を投棄して廃棄した。 
彼女は人生の大部分が悪名高い浪費家だったが、友人達にはたいがい度を越すほど親切で寛大だった。

## 再評価
1950年代初頭に、フランスの映画歴史家はブルックスの映画を再発見し、映画のアイコンとしてマレーネ・ディートリッヒやグレタ・ガルボを上回る女優として賞賛した。それは、進行中であった、ルイーズ・ブルックスの映画の復活につながり、母国での彼女の評判を回復させることになった。 
ジョージ・イーストマン・ハウスの学芸員ジェームズ・カードは、ニュー・ヨークで隠居者のように暮らしていたブルックスを見つけ出して、ニュー・ヨークのロチェスターに移って、ジョージ・イーストマン・ハウスの映画のコレクションを参照するように進言した。ジェームズ・カードの助けを得て、ブルックスは著名な映画についての作家になった。彼女の著書である『ハリウッドのルル』は1982年に出版され、その紹介文は脚本家ケネス・タイナンによるエッセイで、題名が『"The Girl in The Black Helmet"』だった。子供の頃からのこのヘアスタイルは、当時の流行に先行したものだった。
ブルックスはめったにインタヴューをしなかったが、映画歴史家のジョン・コバールとケヴィン・ブラウンローとは特別に親しくしていた。1970年代には、ゲイリー・コンクリンが制作、監督する1976年のドキュメンタリー映画『Memories of Berlin: The Twilight of Weimar Culture』のために広範囲なインタヴューを受け、ブラウンローとデイヴィッド・ギルのドキュメンタリー・シリーズ、1980年の『Hollywood 』のためのインタヴューを受けていた。
1984年の『Lulu in Berlin』は、リチャード・リーコックとスーザン・ウォールの製作によるもので、ブルックスの死の前年にリリースされたが、10年前に撮影された、稀少インタヴューの撮影が含まれていた。
作家トム・グレイヴスは1982年、インタヴューのためにブルックスのアパートに来訪して、その後、不手際で堅苦しかったそのときの会話について、『My Afternoon With Louise Brooks』で記事にした。この記事はその後の著書『Louise Brooks, Frank Zappa, & Other Charmers & Dreamers』の先行部分となった。

## 私生活

### 結婚生活
ブルックスは1926年の夏、A・エドワード・サザーランド監督と結婚した。W・C・フィールズと共演した映画『チョビ髯大将』の監督であったが、1928年6月には離婚した
。主な原因としては、ランドリーのチェーン店の所有者であり、後にフットボール・チーム、ワシントン・レッドスキンズのオーナーとなるジョージ・プレストン・マーシャルと1927年に"恋に落ちた"事実があげられている。マーシャッルとの最初の出会いは、後に「人生で一番の運命的な出会い」と言い表している。
マーシャルとは、離れたり親しくなったりを繰り返しながら、1920年代から1930年代まで交際が続いていた。ブルックスはこれを「虐待的」と表現していた。ブルックスがG・W・パープスト監督と連絡できたのも、マーシャルの尽力が大きかったためである。マーシャルはブルックスに何度も求婚したが、2人が一緒にいる間でも、ブルックスに多くの特別な関係があったことを知り、結果的に映画女優のコリーヌ・グリフィスと結婚した。
ブルックスはシカゴのネーサン・スミス・デイヴィス・ジュニアの息子である、富豪のディーリング・デイヴィスと1933年に結婚した。しかし、結婚5ヶ月後の1934年3月に、「"さようなら"はなしで」とのメモだけを残して立ち去った。そこにあった意図は、「デイヴィスは、"もう1人の、エレガントで、金持ちの賛美者であって"、それ以上ではなかった」とのことである。2人は1938年に正式に離婚した。 
2度の結婚にもかかわらず、彼女は子供を産んだことがなかったので、自らを 「不毛のブルックス」と呼んでいた。ブルックスには、長年多くの賛美者がいて、その中には、CBSの創設者である若いウィリアム・S・ペイリーが含まれていた。ドキュメンタリーの『ルルを探して』によると、ペイリーはブルックスの残りの人生になにがしかの俸給を提供し、この点でブルックスが自滅するのを防いでいたとのことである。

### セクシャリティ
たとえ芸術のために完全なヌードになったとしても、新しい試みを恐れない、ブルックス自身が認めたものであるが、性的にリベラルな女性であった。多くは推測だったとしても、映画関係者とブルックスとのやり取りは伝説的なものだった。 
ブルックスは、彼女のセクシャリティについての憶測が広がるのを楽しんでいて、ペピ・レデラーとペギー・フィアースたちとの友情を育んでいた。彼女達との深い関わり合いは避けていたが、ブルックスはグレタ・ガルボとの1夜だけの関係を始めとして、何人かとのレズビアンとの遊びがあったのを認めた。後にガルボを力強い、「でも魅力的で柔軟な恋人」と表現していた。であったとしても、ブルックスは自分自身はレズビアンでもバイセクシュアルでもないと思っていた。 

## その死
長年、関節炎と気腫に悩まされていたブルックスは、1985年8月8日に心臓発作で亡くなっていたことが判明した。彼女はニュー・ヨーク州ロチェスターにある、Holy Sepulchre Cemeteryに埋葬された。

## レガシー
ドキュメンタリー『ルルを探して(Looking for Lulu)』で言及されているように、同じ時代の多くの映画と同様に、ブルックスのいくつかの映画は失われたと思われていた。しかし、『パンドラの箱』や『淪落の女の日記』のような重要な映画は、Criterion CollectionとKino VideoがDVDでリリースしたように、生き残っている。 
2007年現在、『ミス・ヨーロッパ』と『駄法螺大当たり』はDVDでリリースされている。 彼女の短編映画、および数少ないトーキーの1つ『ハリウッド大通り』は『淪落の女の日記』のDVDに収録されていた。彼女の最後の出演となった映画『Overland Stage Raiders』はVHSで、そして2012年にDVDでリリースされた。 

## 出演作品

### 映画
| 公開年 | 題名 原題                                   | 役名 原表記                               | 備考                                                              |
| ------ | ------------------------------------------- | ----------------------------------------- | ----------------------------------------------------------------- |
| 1925   | 或る乞食の話 The Street of Forgotten Men    | 女性 A Moll                               | (Incomplete, missing reel 7) Famous Players-Lasky Corporation     |
| 1926   | 美女競艶 The American Venus                 | ミス・ベイポート Miss Bayport             | (Lost film) Famous Players-Lasky Corporation                      |
| 1926   | 三日伯爵 A Social Celebrity                 | キティ・ラヴァーン Kitty Laverne          | (Lost film) Famous Players-Lasky Corporation                      |
| 1926   | チョビ髯大将 It's the Old Army Game         | ミルドレッド・マーシャル Mildred Marshall | Famous Players-Lasky Corporation                                  |
| 1926   | 駄法螺大当たり The Show-Off                 | クララ Clara                              | Famous Players-Lasky Corporation                                  |
| 1926   | Just Another Blonde                         | ダイアナ・オサリヴァン Diana O'Sullivan   | (Fragments survive) First National Pictures                       |
| 1926   | 百貨店 Love 'Em and Leave 'Em               | ジェニー・ウォルシュ Janie Walsh          | Paramount Pictures                                                |
| 1927   | 夜会服 Evening Clothes                      | フォックス・トロット Fox Trot             | (Lost film) Paramount Pictures                                    |
| 1927   | 捲いた靴下 Rolled Stockings                 | キャロル・フレミング Carol Fleming        | (別表記：オール持つ手) (Lost film) Paramount Pictures             |
| 1927   | 弥次喜多空中の巻 Now We're in the Air       | グリゼル/グリゼット Griselle/Grisette     | (2016年に一部分のフィルムが発見された) Paramount Pictures         |
| 1927   | 狂乱街 The City Gone Wild                   | Snuggles Joy                              | (Lost film) Paramount Pictures                                    |
| 1928   | 港々に女あり A Girl in Every Port           | マリー Marie, Girl in France              | Fox Film Corporation                                              |
| 1928   | 人生の乞食 Beggars of Life                  | ナンシー The Girl (Nancy)                 | (Silent version only) Paramount Pictures                          |
| 1929   | カナリア殺人事件 The Canary Murder Case     | マーガレット・オデール Margaret Odell     | (Sound version only) Paramount Pictures                           |
| 1929   | パンドラの箱 Pandora's Box                  | ルル Lulu                                 | (German: "Die Büchse der Pandora") (別表記:パンドラの匣) Süd-Film |
| 1929   | 淪落の女の日記 Diary of a Lost Girl         | ティミアン Thymian                        | (German: "Tagebuch einer Verlorenen") Pabst-Film                  |
| 1930   | ミス・ヨーロッパ Miss Europe                | リュシエンヌ・ガルニエ Lucienne Garnier   | (alternate title: "Prix de Beauté") Studios Joinville             |
| 1931   | It Pays to Advertise                        | セルマ・テンプル Thelma Temple            | Paramount Pictures                                                |
| 1931   | God's Gift to Women                         | フロライン Florine                        | Warner Bros.                                                      |
| 1931   | ハリウッド大通り Windy Riley Goes Hollywood | ベティ・グレイ Betty Grey                 | Educational Pictures                                              |
| 1936   | Empty Saddles                               | ブーツ・ブーン "Boots" Boone              | Universal Pictures                                                |
| 1937   | When You're in Love                         | コーラスガール（役名なし） Chorus Girl    | (uncredited) Columbia Pictures                                    |
| 1937   | 犯罪王 King of Gamblers                     | ジョイス・ビートン Joyce Beaton           | (scenes deleted) Paramount Pictures                               |
| 1938   | Overland Stage Raiders                      | ベス・ホイト Beth Hoyt                    | Republic Pictures                                                 |

## 関連する出版物
ルイーズ・ブルックスは、それ以降は到達できなくなった、映画の中でのイメージとして、アドルフォ・ビオイ＝カサーレスにインスピレーションを与えた。カサーレスは、プロジェクトされた3-Dイメージにすぎないフォスティーヌに、魅了された人物を描くSF小説、『モレルの発明』を1940年に発表した。
1995年のインタヴューでカサーレスは、あまりにも早く映画の世界から去った、ルイーズ・ブルックスへの愛情が基となって、フォスティーヌは造形されたと説明を行った。（1961年アラン・レネ監督の映画『去年マリエンバートで』は『モレルの発明』からSFの要素を除いた作品である。） 
ブルックスはグラフィックスの世界にも影響を与えていて、1920年代後半から1966年にかけて新聞に掲載されていた、ジョン・H・ストリーベルのコミック『Dixie Dugan』は、連続ものから発展して小説となった。また、J・P・マケヴォイは、『Dixie Dugan』をブロードウェイのステージでのミュージカル『Show Girl』にしたが、大体はフォリーズ・ガール時代のブルックスに影響されたものであった。
1965年から長期間継続されてリリースされていた、グイド・クレパックスのエロチックなコミックス『ヴァレンティーナ』がある。クレパックスはブルックの人生後半に友人となり、定期的にブルックスの特派員の役割をになった。また、コミック作家のヒューゴ・プラットは、ブルックスにインスピレーションを受けて、自分のコミックのキャラクターとして使用し、ブルックスの名前を用いた。
- 1972 – 映画『キャバレー』 – ボブ・フォッシー監督、サリー・ボウルズ役のライザ・ミネリは1920年代特有の、ブルックスのヘアースタイルを基本にしている。
- 1985 – ロータス・イーターズ – シングル『It Hurts』のPVで映画パンドラの箱の抜粋が使われている[35]。
- 1986 – 映画『サムシング・ワイルド』 – ジョナサン・デミ監督、オードリー役のメラニー・グリフィスは自分をルルと名乗っているファム・ファタールで、ブルックスの髪型にしている。
- 1988 – スージー・アンド・ザ・バンシーズ – アルバム『ピープ・ショー』とその後のツアーで、ヴォーカルのスージー・スーの髪型と衣装がブルックス風であった。
- 1991 – オーケストラル・マヌーヴァーズ・イン・ザ・ダーク – シングル『Pandora's Box』は、ブルックスへの賛辞であり、PVにはブルックスの解説がついた映画のシーンが使われている。
- 1992 – 映画『永遠に美しく…』 –　ロバート・ゼメキス監督、リール・フォン・ローマン役のイザベラ・ロッセリーニはルイーズ・ブルックスのような古いハリウッド女優に感化されている。
- 1998 – Soul Coughing – シングル『St. Louise Is Listening』では、ブルックスの引用含まれている。
- 1999 – マリリオン –　アルバム『Marillion.com』の『Interior Lulu』で、最初にブルックスについて述べられて、いくつかの引用がある。
- 2001 – ニール・ゲイマン – 小説『アメリカン・ゴッズ』でのキャラクター、チェルノボグは、偉大な映画スターのブルックスのことである[36]。
- 2006 – 『Tracy Butler』 – コミック『Lackadaisy』のIvy Pepperは、ルイーズ・ブルックスに影響されている[37][38]。
- 2007 – 国際写真センター – 『Louise Brooks and the 'New Woman' in Weimar Cinema』、生誕100年記念の年に、ブルックスに焦点をあてた催しがニュー・ヨークの国際写真センター行われた[39]。
- 2011 – Ki Longfellow – 小説『Houdini Heart』で、ブルックスのキャラクターが主役で登場する。
- 2012 – Laura Moriarty – 小説『The Chaperone』で、ブルックスは主要人物である。
- 2013 – Gayle Forman –  小説『Just One Day』と『Just One Year』には、『パンドラの箱』のブルックスの髪型で『Lulu』と呼ばれる登場人物がいる。
- 2014 – ナタリー・マーチャント – アルバム『Natalie Merchant』の『Lulu』はブルックスについての歌である。
- 2015 – Rick Geary – グラフィック・ノヴェル『Louise Brooks: Detective』が出版された。
- 2016– 伯爵夫人 – 蓮實重彦による第29回 三島由紀夫賞受賞小説。ルイーズ・ブルックス風のボブ・カットをした主人公二郎の従妹蓬子（よもぎこ）が登場する。また装丁に描かれている女性もブルックスのようである。

## 伝記関係
- Margarete Böhme – The Diary of a Lost Girl (Louise Brooks edition) – PandorasBox Press, 2010. ISBN 978-0-557-50848-8.
- ルイーズ・ブルックス – Fundamentals of Good Ballroom Dancing – United States: self-published, 1940.
- ルイーズ・ブルックス – 『ハリウッドのルル』回想録 (Lulu in Hollywood) – New York: Knopf, 1982.
- ルイーズ・ブルックス – 『ハリウッドのルル』増補版 (Lulu in Hollywood: Expanded Edition) – Minneapolis: University of Minnesota Press, 2000.
  - 『ハリウッドのルル』、宮本高晴 訳、国書刊行会、2023年。ISBN 9784336074782
- Peter Cowie – 『ルイーズ・ブルックス：永遠のルル』(Louise Brooks: Lulu Forever) – New York: Rizzoli, 2006.
- Tom Graves – "My Afternoon With Louise Brooks" in Louise Brooks, Frank Zappa, & Other Charmers & Dreamers – Memphis: Devault-Graves Books, 2015.
- Rolland Jaccard (ed.) – 『あるアンチ・スターの肖像』(Louise Brooks: Portrait of an Anti-Star) – New York: New York Zoetrope, 1986.
- Gunter Krenn and Karin Moser (eds.) – Louise Brooks: Rebellin, Ikone, Legende – Austria: Film Archiv Austria, 2006.
- Vincenzo Mollica – Louise Brooks: Una Fiaba Notturna – Italy: Editori del Grifo, 1984
- Stuart Oderman – Talking to the Piano Player 2 – BearManor Media, 2009. ISBN 978-1-59393-320-3.
- G・W・パープスト – Pandora's Box (Lulu) – New York: Simon & Schuster, 1971. (1928 script by Pabst)
- バリー・パリス – 『ルイーズ・ブルックス伝』(Louise Brooks) – New York: Knopf, 1989. ISBN 978-0-394-55923-0.
- Victoria Sherrow – Encyclopedia of Hair: A Cultural History – Greenwood Publishing Group, 2006. ISBN 978-0-313-33145-9.
- Jan Wahl – Dear Stinkpot: Letters From Louise Brooks – BearManor Media, 2010. ISBN 978-1-59393-474-3.

## その他
- 大岡昇平 – 『ルイズ・ブルックスと「ルル」』 – 中央公論社、1984年 ISBN 978-4120013294
- 『ルルを探して』 – DVD『パンドラの箱』クリティカル･エディション特典映像 – 紀伊國屋書店、2006年 JAN 4523215020244